# Wine of Heaven
Wine of Heaven è il sesto album in studio del gruppo musicale Mastercastle, pubblicato il 19 maggio 2017 dalla casa discografica Scarlet Records.
L'album è stato registrato da Pier Gonella tra gennaio 2016 e gennaio 2017 presso il MusicArt studio (Genova, Italia).
 I brani sono stati composti tra settembre 2015 e settembre 2016 . Il mixaggio e la masterizzazione sono stati eseguiti sempre da Gonella.
 La traccia Making Love è una cover di Yngwie Malmsteen mentre la traccisa strumentale Castle in the sky è una rivisitazione in chiave Hard rock della colonna sonora del film d'animazione Il castello errante di Howl (Howl's Moving Castle) del 2004.

## Il disco
Tutti i testi sono scritti da Giorgia Gueglio. e consistono in un ci conduce in un viaggio inebriati dal vino, nettare degli dei, che influenza la vita dell’uomo e l’alternanza dei suoi sentimenti, filo conduttore del disco.

## Tracce
1. Drink of Me - 4:18 - (Gueglio, Gonella)
2. Space of variations - 4:16 - (Gueglio, Gonella)
3. Wine of heaven - 3:47 - (Gueglio, Gonella)
4. Hot as blood - 4:08 - (Gueglio, Gonella)
5. Shine on me - 4:31 - (Gueglio, Gonella)
6. Black tree's heart - 4:41 - (Gonella)
7. Englightenment - 3:07 - (Gueglio, Gonella)
8. Castle in the sky - 3:46 - (Joe Hisaishi)
9. Making love - 3:42 - (Yngwie Malmsteen)

## Formazione
- Giorgia Gueglio: voce
- Pier Gonella: chitarra
- Steve Vawamas: basso
- Alessio Spallarossa: batteria